# Italian Music
Italian Music – włoska telewizja muzyczna prezentująca wyłącznie muzykę z Italii. W Polsce kanał ten jest dostępny w niekodowanym przekazie cyfrowym z satelity Hot Bird.